# Тищенко, Сергей Илларионович
Сергей Илларионович Тищенко (1903, Юзовка — ноябрь 1967, Киев) — советский деятель, министр черной металлургии УССР. Депутат Верховного Совета СССР 4-го созыва. Член ЦК КПУ в 1954—1960 г. Кандидат в члены ЦК КПУ в 1960 — 1961 г.

## Биография
Родился в семье рабочего металлургического завода.
Трудовую деятельность начал в 1920 году подручным слесаря автомастерских «Южстали» Донецкой губернии.
В 1924 году окончил рабочий факультет и поступил в Харьковский технологический институт. После окончания института восемнадцать лет работал на Макеевском металлургическом заводе Сталинской области, где прошел путь от начальника смены до главного инженера завода.
Член ВКП(б) с 1939 года.
В 1950 — 1954 г. — директор Ждановского металлургического завода «Азовсталь» имени Серго Орджоникидзе Сталинской области.
12 февраля 1954 — 1956 г. — министр черной металлургии Украинской ССР.
В 1956 — ноябре 1967 г. — начальник отдела — заместитель председателя Государственной плановой комиссии РСФСР. 22 июля 1957 — 1959 г. — министр Украинской ССР.

## Награды
- трижды Орден Ленина
- трижды Орден Трудового Красного Знамени
- Орден «Знак Почёта»
- медали